# Кодекс Канонів Східних Церков
Ко́декс Кано́нів Схі́дних Церко́в (ККСЦ, лат. Codex Canonum Ecclesiarum Orientalium, CCEO) — кодекс канонічного права, спільний для всіх Східних Католицьких Церков. Проголошений 18 жовтня 1990 року апостольською конституцією Sacri Canones, виданою папою Римським Іваном Павлом II. Увійшов у силу 1 жовтня 1991 року.

## Коротка історія виникнення кодексу
До XX століття у Східній і Західній Церкві існували різні збірники права, дуже часто не дуже систематичні, хронологічні і, через це, незручні для вжитку. У 1917 році папа Бенедикт XV проголосив Кодекс Канонічного Права, який став першим по-справжньому систематичним збором права в Католицькій Церкві. Праця над аналогічним збірником для Східних Церков розпочалася в 1929 році. На середину XX століття східний кодекс був уже практично готовий, однак папа Пій XII своїми чотирма motu proprio проголосив тільки деякі його частини:
1. m.p. Crebrae allatae sunt (подружнє право) (22 лютого 1949), AAS 41 (1949) 89-119.
2. m.p. Sollicitudinem Nostram (процесуальне право) (6 січня 1950), AAS 42 (1950) 5-120.
3. m.p. Postquam Apostolicis Litteris (ченці, церковне майно, терміни) (9 листопада 1952), AAS 44 (1952) 65-152.
4. m.p. Cleri sanctitati (особове право) (2 червня 1957), AAS 49 (1957) 433—603.

Після II Ватиканського собору виникла потреба перегляду як східного, так і західного канонічного права. У 1972 році папа Павло VI створив Комісію для перегляду Східного Канонічного Права. Наслідком її майже двадцятилітньої праці стало проголошення у 1990 році нового Кодексу Канонів Східних Церков. Кількома роками раніше, у 1983 році, увійшов у силу новий Кодекс Канонічного Права Латинської Церкви.

## Загальна характеристика
Оригінальний текст Кодексу Канонів Східних Церков виданий латинською мовою.
Кодекс складається з 1546 канонів, поділених на 30 титулів (згідно з традицією давніх східнохристиянських канонічних збірників).
Кодекс має зобов'язуючу силу тільки для вірних Східних Католицьких Церков, хоча в окремих випадках зобов'язує також Римо-Католицьку Церкву.
У зв'язку з тим, що ККСЦ є спільним кодексом для багатьох церков, дуже часто в ньому міститься посилання на партикулярне право кожної окремої Церкви свого права, яке мало б подати детальніші норми стосовно певних справ. У деяких випадках Кодекс дозволяє партикулярному праву навіть модифікувати норми права, що містяться в ККСЦ.
Кодекс був новелізований апостольським листом у формі motu proprio Ad tuendam fidem папи Івана Павла II у 1998 році (канони 598 і 1436).

## Відомі особи
Над публікацією цього видання працювали:
- З латинської мови переклав Йосиф Кобів професор Львівського університету

Переклад перевірила канонічна комісія оо. Василіян:

- о. Софрон Мудрий
- о. протоархимадрит Ісидор Патрило
- о. Климентій Корчагін
- о. Теодор Галицький

Технічний редактор:

- о. Порфірій Підручний